# Walt Harris (lottatore)
Walter Jermaine Harris (Birmingham, 10 giugno 1983) è un artista marziale misto statunitense.
Combatte nella divisione dei pesi massimi per l'organizzazione statunitense UFC. In passato ha militato anche nella promozione Titan Fighting Championship.

## Caratteristiche tecniche
Harris è un lottatore robusto e dalla mano pesante che predilige il combattimento in piedi: grazie alla sua base nel pugilato, infatti, è capace di sferrare rapide combinazioni di pugni.

## Carriera nelle arti marziali miste

### Inizi e primo periodo in UFC
Harris debutta nelle MMA professionistiche nel 2011 e nell'arco di due anni circa mette insieme un record di sei vittorie (tutte per KO o KO tecnico) e una sconfitta per decisione; nel novembre 2013 debutta quindi in UFC, ma dopo due sconfitte consecutive in meno di due mesi viene temporaneamente allontanato. Dopo un'altra vittoria nella federazione Titan FC ritorna alla corte di Dana White.

### Ritorno in UFC
A seguito dell'infortunio di Daniel Omielańczuk in vista del match con Soa Palelei, Harris torna in UFC per sostituire il polacco il 7 novembre 2014 a UFC Fight Night 55. Lo statunitense ne esce sconfitto via KO tecnico al secondo round, spiazzato dal ground and pound del possente samoano.
Seguirà una lunga pausa dai combattimenti, che lo vede lontano dall'ottagono per tutto il 2015. All'evento UFC 197, disputatosi il 23 aprile 2016, affronta il neoarrivato Cody East, imponendosi agevolmente tramite KO tecnico al primo round.
Il 1º ottobre combatte il russo Shamil Abdurakhimov a UFC Fight Night 96, venendo sconfitto via decisione non unanime dei giudici.
Harris inizia il 2017 prendendo parte a UFC Fight Night 103 il 15 gennaio, in un match che lo vede davanti a Chase Sherman. Il lottatore dell'Alabama ne avrà la meglio grazie ad un KO alla seconda ripresa.
Il 17 giugno seguente a UFC Fight Night 111 affronta il francese Cyril Asker, vincendo via KO tecnico alla prima ripresa.
Dopo due sconfitte in un mese contro l'ex campione dei pesi massimi UFC Fabricio Werdum e Mark Godbeer (quest'ultima per squalifica), nel 2018 Harris mette a segno due vittorie contro Daniel Spitz e l'ex campione Andrei Arlovski: quest'ultima vittoria viene tuttavia convertita in No-Contest quando Harris viene trovato positivo al LGD4033, una sostanza proibita, e viene sospeso nel febbraio 2019 per quattro mesi (squalifica più breve della solita poiché la commissione atletica della California non lo ritenne un comportamento apertamente contrario alle norme) ricevendo inoltre una multa.
Torna a combattere il 4 maggio 2019 battendo per KO tecnico in soli cinquanta secondi Sergey Spivak, ottenendo anche il suo primo riconoscimento come Performance of the Night.

## Risultati nelle arti marziali miste
| Risultato  | Record    | Avversario          | Metodo                                  | Evento                                                 | Data             | Round | Tempo | Città                          | Note |
| ---------- | --------- | ------------------- | --------------------------------------- | ------------------------------------------------------ | ---------------- | ----- | ----- | ------------------------------ | --- |
| Sconfitta  | 13-10 (1) | Marcin Tybura       | KO tecnico (pugni)                      | UFC Fight Night: Rozenstruik vs. Sakai                 | 5 giugno 2021    | 1     | 4:06  | Las Vegas, Stati Uniti         | |
| Sconfitta  | 13-9 (1)  | Alexander Volkov    | KO tecnico (calcio al corpo e pugni)    | UFC 254: Khabib vs. Gaethje                            | 24 ottobre 2020  | 2     | 1:15  | Abu Dhabi, Emirati Arabi       | |
| Sconfitta  | 13-8 (1)  | Alistair Overeem    | KO tecnico (pugni)                      | UFC on ESPN: Overeem vs. Harris                        | 16 maggio 2020   | 2     | 3:00  | Jacksonville, Stati Uniti      | |
| Vittoria   | 13-7 (1)  | Oleksij Olejnik     | KO (pugno)                              | UFC on ESPN: dos Anjos vs. Edwards                     | 20 luglio 2019   | 1     | 0:12  | San Antonio, Stati Uniti       | Performance of the Night |
| Vittoria   | 12-7 (1)  | Sergey Spivak       | KO tecnico (pugni e gomitate)           | UFC Fight Night: Iaquinta vs. Cowboy                   | 4 maggio 2019    | 1     | 0:50  | Ottawa, Canada                 | Performance of the Night |
| No Contest | 11-7 (1)  | Andrei Arlovski     | No Contest                              | UFC 232: Jones vs. Gustafsson 2                        | 29 dicembre 2018 |       |       | Inglewood, Stati Uniti         | La vittoria per decisione non unanime di Harris venne convertita in No Contest dopo che questi risultò positivo ad una sostanza proibita |
| Vittoria   | 11-7      | Daniel Spitz        | KO tecnico (pugni e gomitate)           | UFC Fight Night: Rivera vs. Moraes                     | 1 giugno 2018    | 2     | 4:59  | Utica, Stati Uniti             | |
| Sconfitta  | 10-7      | Mark Godbeer        | Squalifica (calcio alla testa illegale) | UFC 217: Bisping vs. St-Pierre                         | 4 novembre 2017  | 1     | 4:29  | New York, Stati Uniti          | |
| Sconfitta  | 10-6      | Fabrício Werdum     | Sottomissione (armbar)                  | UFC 216: Ferguson vs. Lee                              | 7 ottobre 2017   | 1     | 1:05  | Las Vegas, Stati Uniti         | |
| Vittoria   | 10-5      | Cyril Asker         | KO tecnico (pugni e gomitate)           | UFC Fight Night: Holm vs. Correia                      | 17 giugno 2017   | 1     | 1:44  | Kallang, Singapore             | |
| Vittoria   | 9-5       | Chase Sherman       | KO (ginocchiata e pugni)                | UFC Fight Night: Rodriguez vs. Penn                    | 15 gennaio 2017  | 2     | 2:41  | Phoenix, Stati Uniti           | |
| Sconfitta  | 8-5       | Shamil Abdurakhimov | Decisione (non unanime)                 | UFC Fight Night: Lineker vs. Dodson                    | 1º ottobre 2016  | 3     | 5:00  | Portland, Stati Uniti          | |
| Vittoria   | 8-4       | Cody East           | KO tecnico (pugni)                      | UFC 197: Jones vs. Saint Preux                         | 23 aprile 2016   | 1     | 4:18  | Las Vegas, Stati Uniti         | |
| Sconfitta  | 7-4       | Soa Palelei         | KO tecnico (pugni)                      | UFC Fight Night: Rockhold vs. Bisping                  | 7 novembre 2014  | 2     | 4:49  | Sydney, Australia              | |
| Vittoria   | 7-3       | D.J. Linderman      | KO (pugni)                              | Titan FC 28                                            | 16 maggio 2014   | 1     | 4:12  | Newkirk, Stati Uniti           | |
| Sconfitta  | 6-3       | Nikita Krylov       | KO tecnico (calcio alla testa e pugni)  | UFC on Fox: Henderson vs. Thomson                      | 25 gennaio 2014  | 1     | 0:25  | Chicago, Stati Uniti           | |
| Sconfitta  | 6-2       | Jared Rosholt       | Decisione (unanime)                     | The Ultimate Fighter: Team Rousey vs. Team Tate Finale | 30 novembre 2013 | 3     | 5:00  | Las Vegas, Nevada              | Debutto in UFC |
| Vittoria   | 6-1       | Tony Melton         | KO tecnico (pugni)                      | Strike Hard Productions 24                             | 15 giugno 2013   | 1     | 2:00  | Birmingham, Stati Uniti        | |
| Vittoria   | 5-1       | Josh Robertson      | KO tecnico (pugni)                      | Strike Hard Productions 20                             | 8 dicembre 2012  | 1     | 1:06  | Birmingham, Stati Uniti        | |
| Vittoria   | 4-1       | Anthony Hamilton    | KO (pugni)                              | Superior Cage Combat 4: Grove vs. Silva                | 16 febbraio 2012 | 1     | 1:15  | Las Vegas, Stati Uniti         | |
| Vittoria   | 3-1       | Cedric James        | KO tecnico (pugni)                      | Fight Time 7: The Return                               | 7 ottobre 2011   | 1     | 0:22  | Fort Lauderdale, Stati Uniti   | |
| Vittoria   | 2-1       | Wes Little          | KO (pugno)                              | Fight Force International: Blood & Sand 9              | 7 maggio 2011    | 1     | 1:54  | Biloxi, Stati Uniti            | |
| Sconfitta  | 1-1       | Chris Barnett       | Decisione (unanime)                     | World Extreme Fighting 46                              | 22 aprile 2011   | 3     | 5:00  | Orlando, Stati Uniti           | |
| Vittoria   | 1-0       | Justin Thortnton    | KO tecnico (pugni)                      | Hess Extreme Fighting                                  | 15 marzo 2011    | 1     | 0:16  | Panama City Beach, Stati Uniti | |